# Pedro Galán
Pedro Galán Calvete (La Coruña, 18 de julio de 1917 - A Corveira, Culleredo, 16 de septiembre de 1936), fue un joven político de Galicia, España, asesinado en un paseillo por los sublevados en julio de 1936.
Hijo de Pedro Galán Cortés, que trabajaba en los barcos que cruzaban el Atlántico, fue el mayor de los cuatro hermanos. Estudió en las primeras escuelas de estudios primarios que existieron en La Coruña donde las clases se impartían en gallego de la mano de Ánxel Casal. Después cursó estudios en la Escuela Profesional de Comercio de La Coruña.
Su compromiso político aparece en un manifiesto publicado en A Nosa Terra en octubre de 1933 en el que, junto a Jenaro Marinhas del Valle y otros jóvenes, anunciaban su decisión de constituir las Mocedades Galeguistas, bajo la disciplina del Partido Galeguista. Fue secretario de organización de las Mocedades de La Coruña y la representó en la asamblea fundacional de la Federación de Mocedades Galeguistas celebrada en Orense en enero de 1934, pasando a formar parte de su Consejo Nacional en representación de la comarca coruñesa.
Trabajó en el departamento de contabilidad de la empresa de jabones «La Toja», al tiempo que mantenía su compromiso y actividad política, participando en actos públicos junto a Suárez Picallo, Antonio Villar Ponte, Uxío Carré Naya, José Villaverde Velo y Javier Pose. También participó en la creación del Club del Mar, de cuya directiva formó parte en 1935 como vocal del comité de propaganda. Colaboró en A Nosa Terra con algunos artículos ("Cambó Falou" y "A Hespaña d-eles").
Con la sublevación del 18 de julio de 1936 rechazó la oportunidad que le ofreció su padre de huir a Estados Unidos y continuó llevando una vida normal, iniciando sus estudios de Derecho. Fue detenido el 10 de septiembre de 1936, llevado a la cárcel de La Coruña y después al cuartel de la policía en Orzán. Seis días después apareció su cadáver en la cuneta de una carretera a la altura de Corveira.